# Godofreu II de Baixa Lotaríngia
Godofreu II, conegut com a Godofreu el Barbut, (vers 997-1069), duc d'Alta Lotaríngia, de Baixa Lotaríngia, marcgravi (marquès) d'Anvers i comte de Verdun i les Ardennes.
El 1044, a la mort de Goteló I de Lotaríngia, el seu fill Godofreu només fou investit amb el ducat de l'Alta Lotaríngia doncs l'emperador Enric III el Negre volia donar el ducat de Baixa Lotaríngia a Goteló II (que era incompetent). Godofreu es va revoltar contra l'emperador i va assolar la Baixa Lotaríngia però ja el 1045 es va haver de sotmetre i fou empresonat juntament amb el seu fill; aquest fill va morir a la presó, i Godofreu, quan fou alliberat, va recomençar la guerra fent aliança amb Balduí V, comte de Flandes.
 Mentre Thierry, bisbe de Verdun, havia aconseguit el comtat de Verdun, i Godofreu quan va poder el va atacar i va forçar al bisbe a fugir; Godofreu va saquejar Verdun i va cremar la catedral.
El 1048 va atacar a Adalbert d'Alsàcia o Adalbert III de Metz (que uns mesos abans havia estat investit com a duc d'Alta Lorena), i el va forçar a lliurar batalla, el va derrotar i el va matar. El nebot d'Adalbert, Gerard d'Alsacia probablement un personat diferent de Gerard III d'Eguisheim i de Dagsburg o Gerard IV de Nordgau, de només 10 anys, fou investit amb el ducat d'Alta Lorena (de fet ja anomenat ducat de Lorena) per la Dieta de Worms el 1048. Malgrat els esforços de Godofreu per arrabassar-li el ducat el jove Gerard li va poder fer front i finalment el va forçar a renunciar a les seves pretensions. Resignat, Godofreu es va reconciliar amb el bisbe Thierryy de Verdun i va participar en la catedral de la ciutat.
Va casar en primeres noces amb Doda, que va morir vers 1053 es va casar en segones noces a finals de 1053 (moltes fonts assenyalen el 1054) amb Beatriu de Bar, filla de Frederic II, duc d'Alta Lotaríngia i vídua del marquès Bonifaci III de Toscana.
A l'any següent (1055) l'emperador Enric III va fer arrestar a Beatriu i a la seva filla Matilde, que acabava d'heretar la Toscana, al·legant la manca del seu consentiment en el matrimoni, Beatriu fou assignada a residència a Alemanya.
A la Baixa Lotaríngia va ser sobretot Balduí V de Flandes el cap dels rebels contra l'emperador. Va portar la devastació fins a Trèveris i Nimega. Al seu torn Enric III va caure sobre Flandes i va assolar Lilla i Tournai (1054). Pel seu costat Godofreu va atacar a Frederic de Luxemburg, aliat de l'emperador, que s'havia beneficiat amb l'apropiació del ducat de Baixa Lotaríngia i el marquesat d'Anvers.
L'any 1055 va anar a assetjar a Frederic a Anvers. Però Frederic va rebre suport dels senyors lotaringis que van córrer en el seu ajut i Godofreu es va haver de rendir. L'any 1056, l'emperador Enric III va morir i el va succeir el seu fill Enric IV de 6 anys, sota la tutela de l'emperadriu). El 1056, Balduí jurava fidelitat al nou emperador i el 1059, per un tractat de pau signat a Andernach, Balduí va obtenir terres al Brabant (la marca d'Ename), però va perdre definitivament la marca o comtat de Valenciennes (confiscat ja el 1045 quan es va revoltar).

Godofreu es va exiliar aleshores al ducat de Toscana, que va administrar de facto, administració en la qual des d'Alemanya intervenia la regent nominal Beatriu (que no va poder tornar a Toscana fins a la mort del seu marit). El 1065, Frederic de Luxemburg va morir i l'emperador Enric IV va cridar llavors a Godofreu, que era a Toscana, i li va retornar el ducat de Baixa Lotaríngia i el marquesat d'Anvers. Godofreu va instal·lar la seva cort a Bouillon, on va morir la nit de Nadal del
1069. El comtat de Verdun fou conservat entre els seus títols i dels seus successor però el domini efectiu serà dels bisbes.

## Matrimoni i fills
Casat en primeres noces amb Doda, va tenir a:
- Ida de Lorena o Ida de Boulogne o Ida de Bouillon (1040- Boulogne 13 d'agost de 1113), santa
- Godofreu II de Baixa Lotaríngia (1042-1076), duc de Baixa Lotaróngia (1069-1076)
- Wiltruda, casada amb Adalbert de Calw

Del segon matrimoni amb Beatriu del Bar no va tenir fills.